# Nowiny Kasjerskie
Nowiny Kasjerskie [nɔˈvinɨ kasˈjɛrskʲɛ] est un village polonais de la gmina de Knyszyn dans le powiat de Mońki et dans la voïvodie de Podlachie. Il se situe à environ 9 kilomètres à l'est de Knyszyn, à 18 kilomètres au sud-est de Mońki et à 26 kilomètres au nord de Bialystok. 

## Géographie

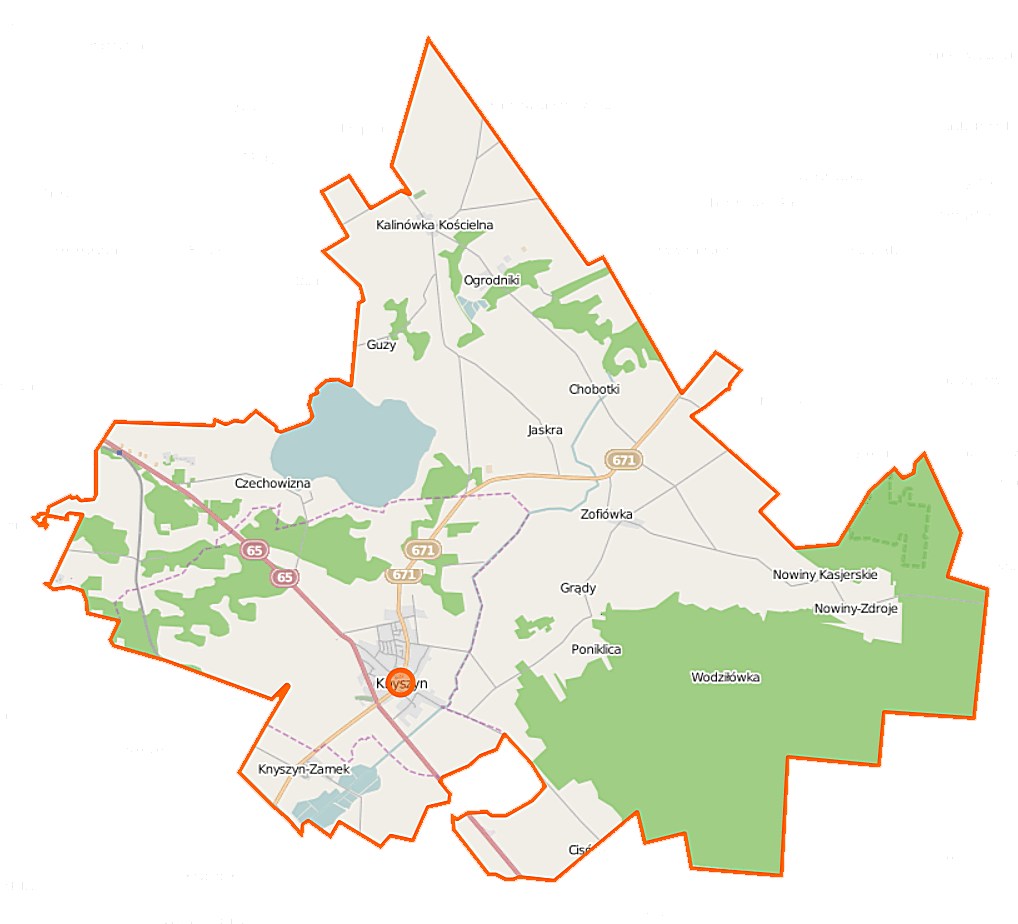
Carte de la gmina de Knyszyn.